# コロボットアドベンチャー
コロボットアドベンチャーは、テクモ（現在はコーエーテクモゲームズ）から2006年10月26日に発売されたPS2用アクション＆アドベンチャーゲームである。2005年にPSPで発売された『KARAKURI』をベースに新要素を加えた作品となっている。

## 概要
古代遺跡の探検家「トレジャーマスター」を目指す少年「ナット」が小さく不思議なロボット、「コロボット」と共に遺跡を大冒険する。また、今作では前作の「オタカラ」に代わって「オーバードライブ」という強力技が追加されている。

## ストーリー
古代文明の時代よりもずっと昔の時代、考古学者たちから「真古代」とよばれている時代に、モールタール大陸にはとても高度な技術を持つ文明が存在していたが、その文明は一夜にして滅び去り彼らのすばらしいテクノロジーを受け継ぐ人は誰もいなくなってしまった。それから数万年、かつてとても栄えていた古代都市は大きな遺跡となり、やがてその古代遺跡の上に新たな文明が誕生した。真古代文明にはまだまだ及ばないが、蒸気と歯車を使い、新しいテクノロジーをつくりだし人々は暮らしていた。そこでは真古代の遺跡を悪人たちから守り、古代のナゾを追い求める冒険者たちが活躍しており、彼らは人々に「トレジャーマスター」と呼ばれていた。とある王国に多くのトレジャーマスターが所属する、トルクバーネ研究所があり、この研究所にトレジャーマスターを目指す一人の少年、「ナット」がいた。ある日遺跡に眠っていた小さなロボット「コロボット」と出会ったことにより、彼の運命は大きく変わり始める。

## 陣形
たて陣形
コロボットたちがナットの後ろに一列に並ぶ。くっついてハシゴのかわりになったり、連なって敵を攻撃できる。
よこ陣形
コロボットたちがナットの左右に並ぶ。回転して敵を攻撃することができる。
円陣形
コロボットたちがナットの周りに並ぶ。ジャンプして敵をふみつけたり、大ジャンプをすることもできる。

## キャラクター
ナット
声 - 相田さやか
本作の主人公。
コロボット
本作で鍵を握るからくりロボット。
チャイム
声 - 倉田雅世
トルクバーネ研究所の通信オペレーター。通信でナットをサポートしてくれるが、おっちょこちょいな一面も。
トルクバーネ卿
声 - 伊井篤史
王国の大臣であると同時に古代文明を調べるために設立されたトルクバーネ研究所の最高責任者。知識人だがつかもどころのない人物。
ヴィオラ博士
声 - 山田美穂
トルクバーネ研究所の解析チームのチーフ。コロボットのパワーアップやメンテナンスもこなす。真古代の技術に目がない。
フューエル大佐
声 - 鳥海浩輔
ナットに遺跡調査のアドバイスをしてくれる教官。軍隊では大佐の地位にある。真古代の歴史に詳しい。
クラベス
声 - 山田美穂
ナットたちを邪魔する女性の敵。ヒステリックな性格だがロボット操縦の腕前は一流。しかしマシントラブルに悩まされることも。
ジテンサイ
声 - 筈見純
東方の異文化国家から来たさすらいの用心棒。異形のカラクリロボでナットたちに襲いかかる。
アース
声 - 羽村京子
なぜかナットを敵視し戦いを挑んでくる謎の少年。ナットと同じく古代ロボを操ることが出来る。
チェロ
声 - 相田さやか
ナットの心に語りかけてくる謎の少女。ナットにだけ姿が見える。コロボットの秘密を知っているようだが…。